# Mosbeek
De Mosbeek is een beek in Overijssel. De beek ontspringt in het Springendal op de westflank van de stuwwal van Ootmarsum en wordt gevoed door een groot aantal bronnen. Het brongebied van de Mosbeek bevat een voor Nederland unieke stroomhoogveenvegetatie en is bekend vanwege het voorkomen van het vetblad. De beek mondt uit in de Geesterense Molenbeek.

## Papiermolens
Aan de beek stonden vroeger drie papiermolens, waar er twee van zijn overgebleven en maalvaardig zijn. Dat zijn de Molen van Frans en de Molen van Bels, die een paar honderd meter van elkaar af staan. Aan het einde van de negentiende eeuw heeft de eigenaar uit Zwolle de Molen van Frans overgedaan aan Opa Frans. Hij mocht de eerste honderd jaar na de overname geen papier maken en de bovenslagmolen moest een korenmolen worden. In de molen is een permanente tentoonstelling te zien over water- en windmolens in Overijssel.
Het dal van de Mosbeek is een natuurgebied dat in het bezit is van Landschap Overijssel.